# Campeonato Mundial de Ginástica Artística de 1983
O XXII Campeonato Mundial de Ginástica Artística transcorreu entre os dias 23 e 30 de outubro de 1983, na cidade de Budapeste, Hungria.

## Eventos
- Individual geral masculino
- Equipes masculino
- Solo masculino
- Barra fixa
- Barras paralelas
- Cavalo com alças
- Argolas
- Salto sobre a mesa masculino
- Individual geral feminino
- Equipes feminino
- Trave
- Solo feminino
- Barras assimétricas
- Salto sobre a mesa feminino

## Medalhistas
Masculino
| Evento           | Ouro                                                                                      | Prata | Bronze |
| Equipes          | Tong Fei · Li Ning · Lou Yun · Xu Zhiquiang · Li Xiaoping · Li Yuejiu · China · (591,450) | Dmitry Bilozerchev · Artur Akopian · Alexander Pogorelov · Vladimir Artemov · Yuri Korolev · Bogdan Makuts · União Soviética · (591,350) | Koji Gushiken · Koji Sotomura · Nobuyuki Kajitani · Mitsuake Watanabe · Noritoshi Hirata · Shinji Morisue · Japão · (588,850) |
| Individual geral | Dmitry Bilozerchev · União Soviética · (119,200)                                          | Koji Gushiken · Japão · (118,425) | Lou Yun · China · Arthur Akopian · União Soviética · (118,150)                                                                |
| Salto            | Arthur Akopian · União Soviética · (19,875)                                               | Li Ning · China · (19,850) | Bernd Jensch · Alemanha Oriental · (19,825)                                                                                   |
| Solo             | Tong Fei · China · (19,900)                                                               | Dmitry Bilozerchev · União Soviética · (19,875)                                                                                          | Li Ning · China · (19,800) |
| Cavalo com alças | Dmitry Bilozerchev · União Soviética · (20,000)                                           | Li Xiaoping · China · Gyorgy Guczoghy · Hungria · (19,950)                                                                               | nenhum |
| Barras paralelas | Lou Yun · China · Vladimir Artemov · União Soviética · (19,950)                           | nenhum | Tong Fei · China · Koji Sotomura · Japão · (19,850)                                                                           |
| Argolas          | Koji Gushiken · Japão · Dmitry Bilozerchev · União Soviética · (19,925)                   | nenhum | Li Ning · China · (19,900) |
| Barra fixa       | Dmitry Bilozerchev · União Soviética · (19,825)                                           | Alexander Pogorelov · União Soviética · Philippe Vatuone · França · (19,825)                                                             | nenhum |

Feminino
| Evento              | Ouro | Prata | Bronze |
| Equipes             | Olga Bicherova · Tatiana Frolova · Natalia Ilienko · Olga Mostepanova · Albina Shishova · Natalia Yurchenko · União Soviética · (393,450) | Lavinia Agache · Mirela Barbalata · Laura Cutina · Simona Renciu · Mihaela Stanulet · Ecaterina Szabo · Roménia · (392,100) | Maxi Gnauck · Gabriele Fahnrich · Astrid Heese · Diana Morawe · Silvia Rau · Bettina Schieferdecker · Alemanha Oriental · (389,250) |
| Individual geral    | Natalia Yurchenko · União Soviética · (79,350)                                                                                            | Olga Mostepanova · União Soviética · (79,000)                                                                               | Ecaterina Szabó · Roménia · (78,975)                                                                                                |
| Salto               | Boriana Stoyanova · Bulgária · (19,825)                                                                                                   | Ecaterina Szabó · Lavinia Agache · Roménia · (19,800)                                                                       | nenhum |
| Solo                | Ecaterina Szabó · Roménia · (19,975) | Olga Mostepanova · União Soviética · (19,900)                                                                               | Boriana Stoyanova · Bulgária · (19,1850)                                                                                            |
| Trave               | Olga Mostepanova · União Soviética · (19,775)                                                                                             | Hana Ricna · Tchecoslováquia · (19,750)                                                                                     | Lavinia Agache · Roménia · (19,675)                                                                                                 |
| Barras assimétricas | Maxi Gnauck · Alemanha Oriental · (19,925)                                                                                                | Ecaterina Szabo · Lavinia Agache · Roménia · (19,800)                                                                       | nenhum |

## Quadro de medalhas
| Ordem | País              | Medalha de ouro | Medalha de prata | Medalha de bronze |    |
| ----- | ----------------- | --------------- | ---------------- | ----------------- | -- |
| 1     | União Soviética   | 9               | 5                | 1                 | 15 |
| 2     | China             | 3               | 2                | 4                 | 9  |
| 3     | Roménia           | 1               | 5                | 2                 | 8  |
| 4     | Japão             | 1               | 1                | 2                 | 4  |
| 5     | Alemanha Oriental | 1               |                  | 2                 | 3  |
| 5     | Bulgária          | 1               |                  | 1                 | 2  |
| 7     | França            |                 | 1                |                   | 1  |
| 7     | Hungria           |                 | 1                |                   | 1  |
| 7     | Checoslováquia    |                 | 1                |                   | 1  |
| TOTAL | TOTAL             | 16              | 16               | 12                | 44 |